# American Music Club
American Music Club est un groupe américain de rock fondé à San Francisco en 1983 par Mark Eitzel.

## Histoire
Le groupe est qualifié par Melody Maker comme le « groupe le plus cruellement sous-estimé du monde ». Après l'échec commercial de l'album Engine, éclipsé par R.E.M., le groupe décide d'élaborer un album plus calme, California qui, bien que peu vendu, reçoit de très bonnes critiques.

## Discographie
Discographie :
- The Restless Stranger (Janvier 1985)
- Engine (Octobre 1987)
- California (Octobre 1988)
- United Kingdom (Octobre 1989)
- Everclear (en) (Octobre 1991)
- Mercury (Mars 1993)
- San Francisco (Septembre 1994)
- Love Songs for Patriots (Septembre 2004)
- The Golden Age (en) (Février 2008)